# Thank God It's Friday (serie televisiva)
Thank God It's Friday (ขอบคุณวันสุข) è un telefilm thailandese di 12 episodi del 2019 a tematica scolastica.

## Trama
A causa degli insuccessi competitivi degli anni precedenti il budget del Club di musica del Friday College (situato a Bangkok) viene tagliato portandolo ad un passo dalla chiusura. L'unico modo che i membri del Club hanno per scongiurare la cosa è quello di vincere una competizione. Per ottenere questo risultato il Presidente del Club, Jump, delibera che tutti i membri dovranno sacrificare la pausa estiva per andare fino a Khon Kaen al fine di farsi allenare da un altro Club musicale molto più capace di loro. In questo periodo tra i membri dei rispettivi gruppi nasceranno nuove amicizie e amori.

## Personaggi

### Principali
- Jump, interpretato da Petch Siripanich.
- Home, interpretato da Korbboon Garun "Son".
- Lun, interpretato da Saranwut Chatjaratsaeng "Ball".
- Nana, interpretata da Buntarika Singpha "Pang".
- Yong, interpretato da Touch Inthirat "Folk".
- Por, interpretato da Tharakorn Khamsing "Pluggy".

### Secondari
- Jim, interpretato da Chinnawat Phattharathanachot "Nokia".
- Giant, interpretato da Watcharathon Passorndiloklert "Taro".
- Nine, interpretato da Poori Siphrai.
- Krapao, interpretato da Nathanon Metharathip "Nut".
- Phukan, interpretato da Watcharaphon Suwanrueang "Chokun".
- Tung, interpretato da Thathep Phritiman "Art".